# فرار از زندگی
فرار از زندگی فیلمی به کارگردانی رضا صفایی و نویسندگی حبیب‌اله کسمایی محصول سال ۱۳۵۱ است.

## خلاصه داستان
رؤیا (شهناز) توسط همکارانش با مهندس کیوان (عبدالله بوتیمار) طرح دوستی می‌ریزد و او را به پای میز قمار و اعتیاد به الکل می‌کشاند...

## بازیگران
- عبداله بوتیمار
- لی‌لی
- سیمین علی‌زاده
- نرسی کرکیا
- شهناز
- مهدی‌زاده
- علی دهقان
- سام
- حسین شهاب
- حسین ملکی
- رضا حاجیان
- امیر هاشمی
- غلامرضا سرکوب
- مرتضی حاج سید احمدی